# دیوید وب
 دیوید وب  (به انگلیسی: David Webb) (زاده ۱۴ آوریل ۱۹۴۶ - لندن) بازیکن سابق فوتبال انگلیس و باشگاه فوتبال چلسی است.وب به مدت ۶ فصل برای تیم چلسی بازی کرده‌است.